# Mészáros Sándor (diplomata)
Mészáros Sándor (Makó, 1948. április 11. –) magyar diplomata, nagykövet.

## Életpályája
1968-1969 között a Marx Károly Közgazdaságtudományi Egyetem hallgatója volt. 1969-1974 között a moszkvai Nemzetközi Kapcsolatok Intézetének diákja volt. 1974-től dolgozott külügyi szolgálatban. 1979–1984 között a pekingi nagykövetség másodtitkára volt. 1988–1993 között tanácsosként dolgozott. 1994–1995 között az Európai Biztonsági és Együttműködési Szervezet (EBESZ) grozniji képviseletének vezetője volt. 1995 óta követ, 1996 után pedig nagykövet. 1996-1997 között a Külügyminisztérium NATO-NYEU főosztályának vezetője volt. 1997-1998 között a vezérkari főnök és a Honvédség parancsnokának diplomáciai tanácsadója. 1999-2003 között tiranai, 2004-2007 között pedig pekingi nagykövet volt, akkreditálva Észak-Koreában és Mongóliában. 2007-ben nyugdíjba vonult.

## Művei
- Csecsenföldön (1997)
- Az albán szépség (2005)
- A pekingi követség (2012)
- Csecsenföldön (2013, második, bővített kiadás)